# Henry Maurice Sheffer
Pour les articles homonymes, voir Sheffer (homonymie).
Henry Maurice Sheffer (septembre 1882 - 1964) est un logicien américain.

## Vie
Sheffer était un juif polonais né en Ukraine, qui émigra aux États-Unis avec ses parents. Il poursuivit ses études à l'université Harvard, apprenant la logique auprès de Josiah Royce. Sheffer passa toute sa carrière à enseigner au département de philosophie de Harvard.

## Travaux
Sheffer a démontré en 1913 que l'algèbre booléenne peut être définie à l'aide d'un unique opérateur binaire, NAND, ou son dual NOR.
Autrement dit, le calcul des propositions peut être formulé au moyen d'un unique connecteur, soit une de ces deux « barres de Sheffer », qui ont pour table de vérité celles de la négation de la disjonction ou celle de la négation de la conjonction.
Charles Peirce avait découvert ces faits en 1880 mais son texte n'a pas été publié avant 1933.